# 1740 в Україні

## Події
- кошовий отаман війська Запорозького Степан Уманський.

## Особи

### Народились
- Білявський Остап (1740—1803) — український художник-портретист.
- Тадеуш Грабянка (1740—1807) — шляхтич гербу Лещиць, лівський староста (від 1770), містик, алхімік, ілюмінат.
- Іван Ґонта (1740—1768) — сотник надвірної міліції магната Францішека Салезія Потоцького, керівник українського гайдамацького руху, один з очільників Коліївщини.
- Леві Іцхак з Бердичева (1740—1810) — один з найбільших хасидських цадиків кінця XVIII — початку XIX століть, який отримав при житті популярність як Бердичівський раббі.
- Масловський Опанас Федорович (1740—1804) — доктор медицини, надвірний радник, організатор медичної справи в Україні.
- Погорецький Петро Іванович (1740—1780) — російський вчений українського походження, випускник Києво-Могилянської академії (1757), доктор медицини, один з найближчих соратників засновника вітчизняної епідеміології Данила Самойловича-Сущинського.
- Віктор Старожинський (1740—1808) — церковний діяч, священик-василіянин, педагог, протоігумен провінції Найсвятішого Спасителя (1785—1797), архимандрит Жовківського монастиря у 1797—1808 роках.
- Тереховський Мартин Матвійович (1740—1796) — біолог і лікар, один з перших дослідників-мікроскопістів.
- Шафонський Опанас Филимонович (1740—1811) — український лікар, історик, громадський діяч, один із засновників епідеміології в Російської імперії.
- Ян Якуб Шимонович (1740—1816) — церковний діяч, архієпископ львівський вірменської католицької церкви (1801—1816).
- Щуровський Тимофій (1740—1812) — український унійний церковний діяч, василіянський місіонер і проповідник.

### Померли
- Бороздна Іван Владиславович — генеральний суддя Лівобережної України у 1731—1740 роках.
- Йов Кондзелевич — український іконописець, православний ієромонах.
- Мануйлович Іван Мануїлович — керівник Генеральної канцелярії Першої Малоросійської колегії в 1724—1727 роках, учасник обрання гетьманом Данила Апостола 1 (12) жовтня 1727 року у Глухові, Генеральний осавул Глухівського періоду в історії України в 1728—1738 роках за правління Данила Апостола.

## Засновані, зведені
- Церква святого Архістратига Михаїла (Велика Лука)
- Костел Непорочного Зачаття Пресвятої Діви Марії (Жванець)
- Церква Благовіщення Пресвятої Богородиці (Київ)
- Церква Покрови Пресвятої Богородиці (Лукавець)
- Церква святого Архистратига Михаїла (Острів)
- Церква святої преподобної Параскеви Сербської (Малі Кусківці)
- Бушеве (село)
- Карбівське
- Королівка (Хмільницький район)
- Піщанка (Берестинський район)
- Погарщина
- Понінка
- Санжариха
- Сологубівка
- Телешівка
- Фарбоване